# Steyr ADGZ
La Steyr ADGZ, dite aussi Steyr mittlere Panzerwagen M35, était une automitrailleuse de l'armée autrichienne, construite à vingt-sept exemplaires de 1934 et 1938, puis de nouveau à vingt-cinq exemplaires début 1942, par la firme Steyr, et employées après l'annexion de l'Autriche par la Wehrmacht et la Waffen-SS. 
Ce véhicule était originellement armée de deux mitrailleuses MG 34 (une à l'avant du châssis, l'autre à l'arrière), d'un canon semi-automatique Waffenfabrik Solothurn (de) S-18/300 de 20 mm en tourelle, et d'une mitrailleuse coaxiale MG 07/12 recalibrée en 7,92. Cette dernière sera par la suite remplacée par une MG 34. 
Son blindage était de 11 mm d'acier sur l'avant, l'arrière et les côtés.
Une des particularités de ce véhicule, tout comme sur les Sd.Kfz. 231 allemands, était qu'il possédait 2 postes de pilotage : 1 à l'avant et 1 à l'arrière de l'habitacle, un inverseur de conduite permettant de rouler indifféremment dans un sens ou dans l'autre.

## Histoire
Basée sur un châssis dérivé de celui du camion Austro-Daimler ADAZ 6 x 6 de 3 tonnes, l'ADGZ possédait cependant un essieu supplémentaire, ce qui en fait un véhicule 8 x 8. Les quatre roues centrales étaient jumelées, ce qui portait le nombre de pneumatiques à douze. L'équipage était de six personnes, dont trois dans la tourelle. Vingt-sept furent construits pour l'armée autrichienne, et récupérés par la Wehrmacht après l'Anschluss. Fin 1941, Heinrich Himmler obtint qu'il en fut construit 25 de plus pour la Waffen-SS.
Aux toutes premières heures du conflit, des exemplaires de l'ADGZ furent utilisés dans l'attaque de Danzig pour la prise du bureau de poste de la ville par l'unité SS-Heimwehr Danzig (de). Deux des véhicules incriminés sont connues par des documents photographique et dénommées Ostmark et Sudetenland (la Région des Sudètes).
Certains ADGZ servirent contre les partisans sur le Front de l'Est, d'autres avec la Panzerdivision SS Wiking, et d'autres dans les Balkans avec la Division SS Prinz Eugen, d'autres encore dans des unités de l'ORPO.

## Galerie

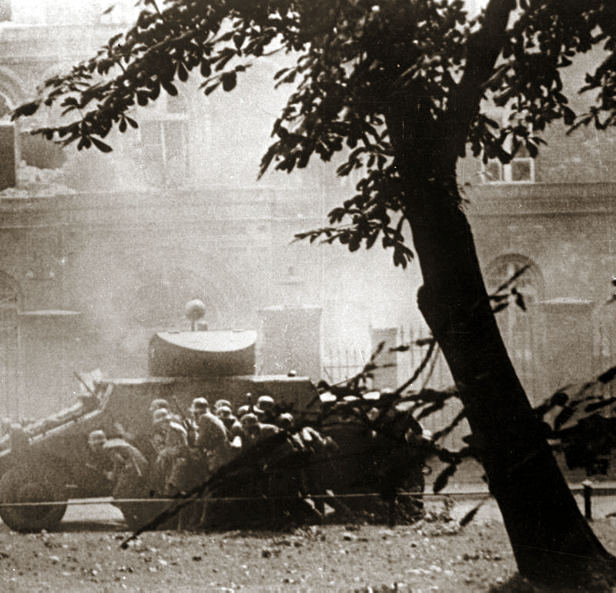
Attaque du bureau de poste de Gdansk en 1939
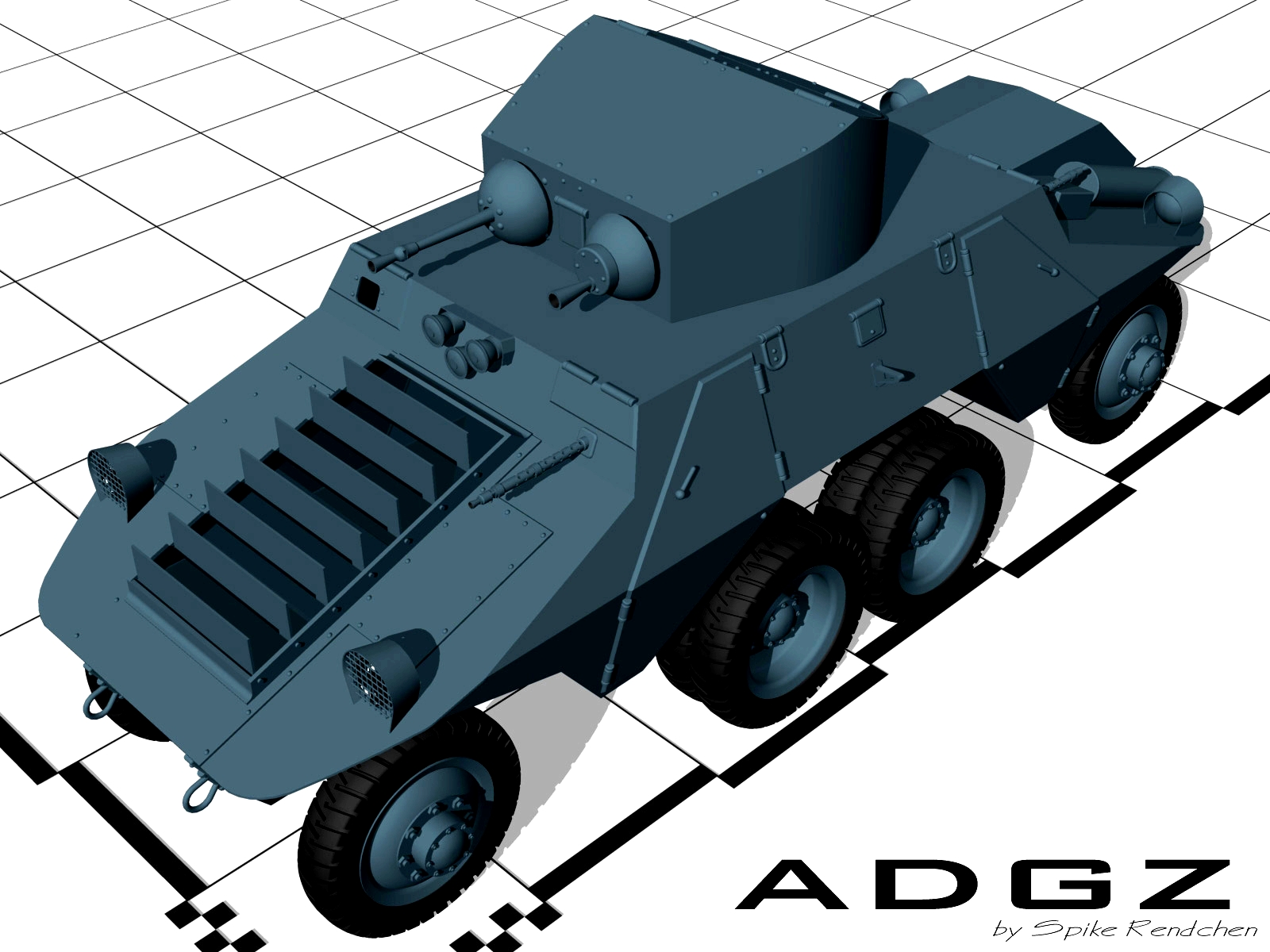
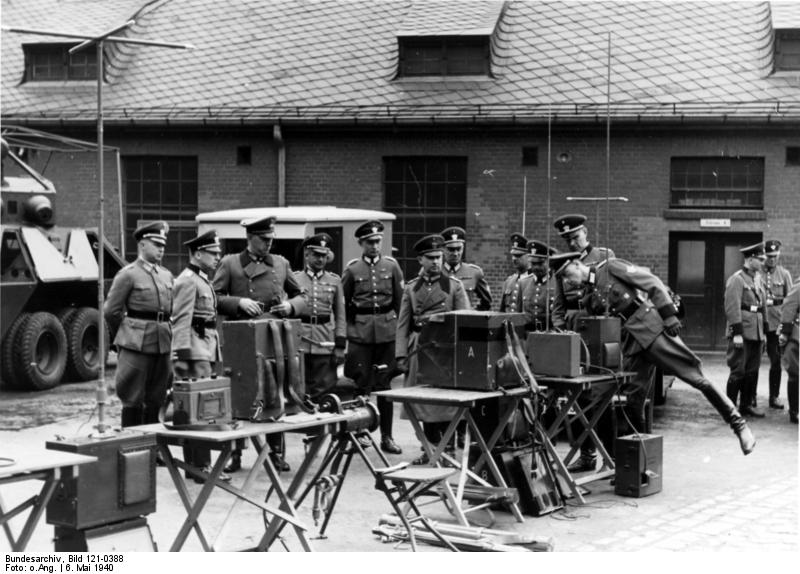
ADGZ en arrière-plan avec les deux postes de pilotage ouvert